# Árbol de Piedra

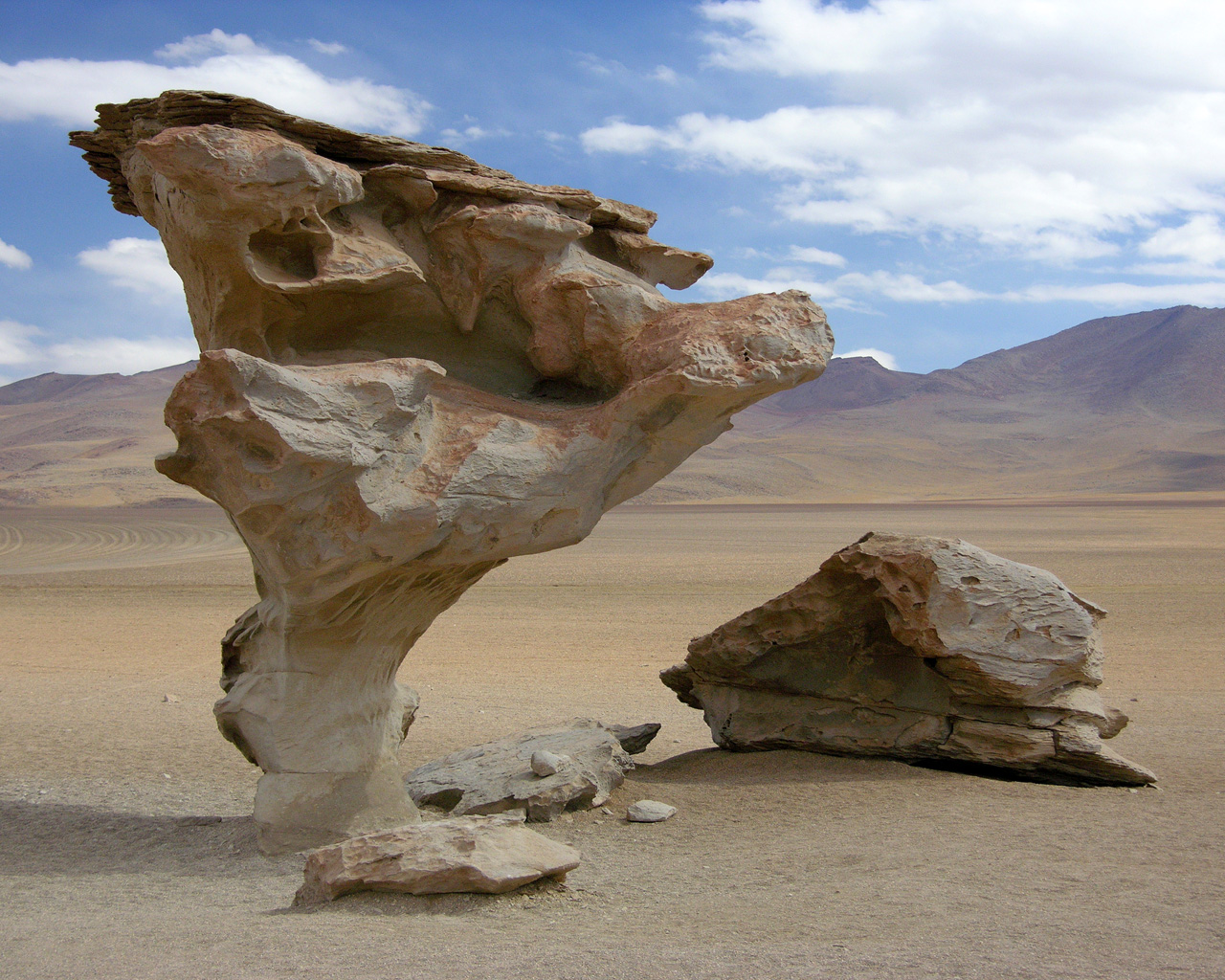
Árbol de Piedra

Árbol de Piedra (Albero di pietra) è una formazione rocciosa isolata che si trova nella Riserva nazionale di fauna andina Eduardo Avaroa in Bolivia. Soggetto molto fotografato, è posto tra le dune sabbiose del deserto di Siloli, nel dipartimento di Potosí, a circa 18 km a nord di Laguna Colorada. Si chiama così perché ha la forma di un piccolo albero, formato dall'erosione del vento sulla roccia.